# Максимовка (Павлодарская область)
Максимовка (каз. Максимовка) — село в Павлодарском районе Павлодарской области Казахстана. Входит в состав Рождественского сельского округа. Код КАТО — 556059300.

## Население
В 1999 году население села составляло 289 человек (145 мужчин и 144 женщины). По данным переписи 2009 года, в селе проживало 175 человек (82 мужчины и 93 женщины).